# Arcieparchia di Damasco dei Siri
L'arcieparchia di Damasco dei Siri (in latino Archieparchia Damascena Syrorum) è una sede metropolitana della Chiesa cattolica sira. Nel 2021 contava 7.000 battezzati. È retta dall'arcieparca Youhanna Jihad Battah.

## Territorio
L'arcieparchia comprende la città di Damasco, dove si trova la cattedrale di San Paolo.
Il territorio è suddiviso in 5 parrocchie.

## Storia
La sede è retta da vescovi cattolici, in comunione con il vescovo di Roma, dal 1633.

## Cronotassi dei vescovi
Si omettono i periodi di sede vacante non superiori ai 2 anni o non storicamente accertati.
- Pierre Messercia † (23 dicembre 1716 - gennaio 1720 deceduto)
- Nehemes Codsi † (12 febbraio 1721 - ?)
- Grégoire Siméon Zora † (1810 - 8 marzo 1816 confermato patriarca di Antiochia)
- Jacques Haliani (Eliani) † (14 marzo 1837 - 10 luglio 1876 deceduto)
  - Sede vacante (1876-1879)
- Clément Joseph David † (20 aprile 1879 - 4 agosto 1890 deceduto)
- Jean-Clément Mamarbachi † (1892 - ?)
- Clément Michel Bakhache † (3 luglio 1900 - 3 agosto 1922 dimesso[1])
- Grégoire Pierre Habra † (22 ottobre 1923 - 21 marzo 1933 deceduto)
- Iwannis Georges Stété † (26 luglio 1933 - 20 agosto 1968 ritirato[2])
- Clément Abdulla Eliane Rahal † (20 agosto 1968 - 30 maggio 1971 deceduto)
- Clément Georges Schelhoth † (7 luglio 1972 - 4 settembre 1978 dimesso[3])
- Eustathe Joseph Mounayer † (4 settembre 1978 - 15 maggio 2001 ritirato)
- Gregorios Elias Tabé † (24 giugno 2001 succeduto - 12 luglio 2019 ritirato)
- Youhanna Jihad Battah, dal 12 luglio 2019

## Statistiche
L'arcieparchia nel 2021 contava 7.000 battezzati.
| anno | popolazione | popolazione | popolazione | presbiteri | presbiteri | presbiteri | presbiteri                | diaconi | religiosi | religiosi | parrocchie |
| anno | battezzati  | totale      | %           | numero     | secolari   | regolari   | battezzati per presbitero | diaconi | uomini    | donne     | parrocchie |
| ---- | ----------- | ----------- | ----------- | ---------- | ---------- | ---------- | ------------------------- | ------- | --------- | --------- | ---------- |
| 1950 | 3.000       | 450.000     | 0,7         | 7          | 7          |            | 428                       |         |           |           | 5          |
| 1970 | 3.000       | ?           | ?           | 6          | 6          |            | 500                       |         |           |           | 4          |
| 1980 | 3.500       | ?           | ?           | 4          | 4          |            | 875                       | 3       | 3         |           | 3          |
| 1990 | 4.500       | ?           | ?           | 9          | 9          |            | 500                       | 2       |           | 6         | 6          |
| 1999 | 6.200       | ?           | ?           | 9          | 9          |            | 688                       | 4       |           | 8         | 4          |
| 2000 | 6.200       | ?           | ?           | 6          | 6          |            | 1.033                     | 5       |           | 8         | 4          |
| 2001 | 6.400       | ?           | ?           | 13         | 13         |            | 492                       | 5       |           | 10        | 5          |
| 2002 | 6.500       | ?           | ?           | 12         | 12         |            | 541                       | 5       |           | 10        | 5          |
| 2003 | 6.500       | ?           | ?           | 11         | 11         |            | 590                       | 3       |           | 10        | 5          |
| 2004 | 6.500       | ?           | ?           | 12         | 12         |            | 541                       | 5       |           | 10        | 5          |
| 2006 | 8.000       | ?           | ?           | 11         | 11         |            | 727                       | 5       |           | 10        | 5          |
| 2009 | 14.000      | ?           | ?           | 9          | 9          |            | 1.555                     | 5       |           | 10        | 5          |
| 2013 | 14.000      | ?           | ?           | 7          | 7          |            | 2.000                     | 5       |           | 10        | 5          |
| 2016 | 14.000      | ?           | ?           | 7          | 7          |            | 2.000                     | 5       |           | 10        | 5          |
| 2019 | 14.000      | ?           | ?           | 14         | 6          | 8          | 1.000                     |         | 8         | 15        | 5          |
| 2021 | 7.000       | ?           | ?           | 16         | 8          | 8          | 437                       | 3       | 8         | 8         | 5          |